# Línea 1 (EMT Málaga)
La Línea 1 de la Empresa Malagueña de Transportes (EMT) es una línea de autobús urbano de la ciudad de Málaga que conecta el barrio de Parque del Sur (Ciudad Jardín) con el barrio de Nuevo San Andrés (Carretera de Cádiz). 

## Características
La línea 1 surge de la fusión de las antiguas línea 1 (Parque del Sur – Alameda Principal) y 12 (San Andrés – Muelle Heredia) por lo que está pensada para unir sus respectivas cabeceras con el centro de la ciudad más que para unirlas entre sí. El tiempo de trayecto no baja de los 30 minutos en horas valle. Es una línea que comunica zonas muy densamente pobladas de la ciudad: el sur del distrito Ciudad Jardín y todo el eje vertebrado por la avenida de Europa y alrededores en la Carretera de Cádiz. 
La línea tiene sus orígenes en la línea de tranvía Capuchinos – Alameda que desapareció en 1954. En sus primeros años, realizaba servicio como «Capuchinos – Alameda», pasando por el corazón del barrio de La Victoria. La cabecera se desplazó de Capuchinos cuando se construyó la barriada de Parque del Sur. El recorrido que realizaba la línea por el barrio era casi idéntico al actual, con la diferencia de que los autobuses no continuaban hacia la Plaza de Nazaret, sino que discurrían por la Avenida de las Postas, Avenida de Cibeles y Calle Nuestra Señoras de las Guías. La EMT recuperó la concesión de la línea en 1987, pasando a dar servicio como «Postigo de los Abades – Parque del Sur».
La transformación urbanística del casco urbano, trajo severas consecuencias para la línea 1. La peatonalización de calle Alcazabilla, obligó a editar el recorrido discurriendo por la Avenida Cervantes y, tras su construcción, por el túnel de la Alcazaba hacia calle Victoria. En 2002, traslado la cabecera, pasando a ser «Alameda – Parque del Sur» abandonando el Postigo de los Abades. En 2004 se anunció la fusión con la línea 12, lo que amplió el recorrido de la línea, adoptando sus actuales cabeceras, «San Andrés – Parque del Sur»
En 2022, la EMT anunció la ampliación de la línea 1 desde Parque del Sur, hasta el norte de Ciudad Jardín, estableciendo la cabecera a la altura de la plaza John F. Kennedy y muy cerca del polideportivo de la barriada. Con esta ampliación, la línea se convertiría en una de las mayores macrolíneas de la red y permitiría descongestionar la cabecera de la avenida de las Postas. A día de hoy no se ha llevado a cabo.
Esta línea recorre en su totalidad el eje Alameda Principal – Paseo del Parque. 

### Frecuencias
| de lunes a viernes laborables |           |
| de 6:20 a 00:00               | 15-10 min |
| sábados laborables            |           |
| de 6:20 a 00:00               | 15-10 min |
| domingos y festivos           |           |
| de 6:20 a 0:00                | c. 15 min |

### Material asignado
Los autobuses asignados a la línea 1 suelen ser articulados y normalmente son los MAN LION'S CITY EFICIENT HYBRID articulados de 18 metros. Aunque en algún refuerzo aparece con algún autobús de otro modelo e incluso puede aparecer con un autobús de modelo estándar. Antiguamente la línea 1 circulaba con autobuses estándar pero tuvieron que empezar a meter articulados en esta línea debido a su alta afluencia de pasajeros 

## Recorrido y paradas

### Sentido Parque del Sur
La línea comienza en la calle Hermanos Lumiére, en el Polígono Industrial Santa Bárbara.  
Pasa por debajo de la autovía MA-20 para enfilar la avenida de Europa que recorre en su totalidad, dando servicio a los barrios de San Andrés, Vistafranca entre otros y pasando en las cercanías de la estación de Cercanías Victoria Kent. Gira a la derecha en la avenida de la Paloma para continuar en línea recta por la avenida Sor Teresa Prat, calle La Hoz, calle Ayala y calle Salitre. Gira a la izquierda en el pasillo del Matadero y discurre por la avenida de la Aurora y la avenida de Andalucía antes de entrar en la Alameda Principal, donde hace parada en el lateral sur.  
Continua recto por el Paseo del Parque, toma el túnel de la Alcazaba para llegar a la plaza de la Merced y la calle Victoria. Sigue por las calles Compás de la Victoria, Fernando el Católico y Cristo de la Epidemia hasta llegar a la plaza de Fuente Olletas. Allí gira a la izquierda atravesando la Alameda de Capuchinos y la Alameda de Barceló hasta que se desvía a la derecha por calle San Juan Bosco. Recorre la totalidad de la calle San Juan Bosco hasta el cruce con la avenida Guerrero Strachan.  
Finalmente el trayecto acaba en la avenida de las Postas en Parque del Sur, si bien antiguamente, la cabecera se encontraba situada en la plaza de Nazaret, en el interior del barrio.  
| Código | Parada                                    | Común con          | Otras conexiones      |
| ------ | ----------------------------------------- | ------------------ | --------------------- |
| 172    | Hermanos Lumière                          |                    |                       |
| 1261   | Av. Europa – Santa Bárbara                |                    |                       |
| 1252   | Av. Europa – Cmno. Viejo de Churriana     |                    |                       |
| 1253   | Av. Europa – San Andrés 2ª Fase           |                    |                       |
| 1254   | Av. Europa – Vistafranca                  |                    | Victoria Kent         |
| 1255   | Av. Europa – San Andrés 1ª Fase           |                    |                       |
| 1256   | Av. Europa – Bda. El Torcal               |                    |                       |
| 1519   | Av. de la Paloma                          | 7 15               |                       |
| 357    | Av. de la Paloma – Bda. Girón             | 3 5 9 10 27 31 N1  |                       |
| 1259   | La Hoz – Mercado de Huelin                | 3 5 7 9 10 27 A N1 | M-110 M-113           |
| 360    | Ayala – Jardín de la Abadía               | 3 5 7 9 10 27 N1   | M-110 M-113           |
| 361    | Ayala – Iglesia                           | 3 5 7 9 10 27 N1   |                       |
| 362    | Ayala – Los Arcos                         | 3 5 7 9 10 27 A N1 | M-110 M-113           |
| 368    | Salitre – Jacinto Verdaguer               | 3 5 7 9 10 C2 N1   |                       |
| 364    | Salitre – Pasillo del Matadero            | 3 5 7 9 10 C2 N1   |                       |
| 253    | Av. de la Aurora – Correos                | 1 3 20 C2 N1       | Málaga-Centro-Alameda |
| 171    | Alameda Principal Sur                     | 37 C2 A N2         | Atarazanas            |
| 116    | Paseo del Parque – Plaza de la Marina     | 37 C2 N2           |                       |
| 117    | Paseo del Parque – Ayuntamiento           | 37 C2 N2 N4        |                       |
| 1201   | Paseo del Parque – Plaza General Torrijos | 14 37 C2 N2        |                       |
| 103    | Victoria – Plaza de la Merced             | 37 C2 N2           |                       |
| 508    | Victoria                                  | 37 C2 N2           |                       |
| 104    | Compás de la Victoria                     | 37 C2 N2           |                       |
| 105    | Fernando el Católico                      | 37 C2 N2           |                       |
| 106    | Cristo de la Epidemia                     | C2 N2              |                       |
| 107    | Plaza de Fuente Olletas                   | C2 N2              |                       |
| 109    | Alameda de Barceló – San Miguel           | C2 N2              |                       |
| 110    | Alameda de Barceló – Monserrat            | C2 N2              |                       |
| 111    | San Juan Bosco – Segalerva                | N2                 |                       |
| 112    | San Juan Bosco – Albéniz                  | N2                 |                       |
| 113    | San Juan Bosco – Guerrero Strachan        | 20 30 N2           |                       |
| 174    | Florencia                                 | 30                 |                       |
| 152    | Av. de las Postas – Lorenza Correa        |                    |                       |

### Sentido San Andrés
La línea inicia su recorrido en la avenida de las Postas, en la esquina con la calle Lorenza Correa, en la barriada de Parque del Sur.  
Sigue recto hacia el sur por la calle Emilio Díaz, gira a la izquierda por calle Albéniz y prosigue hacia el sur por la calle San Juan Bosco hasta la plaza de Capuchinos. Posteriormente gira a la izquierda para enfilar la Alameda de Capuchinos, discurriendo cerca del campus de El Ejido, y en la plaza de Fuente Olletas gira a la derecha para proseguir por calle Cristo de la Epidemia y calle Victoria. En la plaza de la Merced discurre por el túnel de la Alcazaba, donde gira dirección Paseo del Parque y la Alameda Principal.  
Continua recto por la avenida de Andalucía, rodea el edificio de Hacienda para llegar a calle Cuarteles. A partir de calle Cuarteles, enfila el eje principal de la Carretera de Cádiz a través de la calle Héroe de Sostoa, se desvía a la altura del cruce con la avenida Juan XXIII hacia la avenida de Europa, que recorre en su totalidad pasando por los barrios densamente poblados de La Luz, Vistafranca, Nuevo San Andrés  o Dos Hermanas. Pasa por debajo de la MA-20 para llegar al Polígono Industrial Santa Bárbara.  
Finaliza el recorrido en la calle de los Hermanos Lumiére, si bien antiguamente la cabecera se encontraba en la glorieta de Santa Bárbara.  
| Código | Parada                                    | Común con              | Otras conexiones              |
| ------ | ----------------------------------------- | ---------------------- | ----------------------------- |
| 152    | AV. DE LAS POSTAS – LORENZA CORREA        |                        |                               |
| 153    | Emilio Díaz                               | 20 30                  |                               |
| 154    | San Juan Bosco – Albéniz                  |                        |                               |
| 155    | San Juan Bosco – Segalerva                |                        |                               |
| 1354   | Eduardo Domínguez Ávila                   |                        |                               |
| 156    | Plaza de Capuchinos                       | 36 C1                  |                               |
| 157    | Alameda de Capuchinos – El Ejido          | 36 37 C1               |                               |
| 158    | Alameda de Capuchinos                     | 36 37 C1               |                               |
| 159    | Cristo de la Epidemia – Fuente Olletas    | 36 37 C1               |                               |
| 160    | Cristo de la Epidemia – Tejeros           | 36 C1                  |                               |
| 161    | Plaza de la Victoria                      | 36 37 C1               |                               |
| 170    | Plaza de la Merced                        | 36 37 92 C1            |                               |
| 301    | Paseo del Parque – Plaza General Torrijos | 14 36 37 C1 N1         |                               |
| 164    | Paseo del Parque                          | 4 14 19 25 36 37 E N3  |                               |
| 1803   | Paseo del Parque – Plaza de la Marina     | 4 14 19 25 36 37 E N3  |                               |
| 119    | Alameda Principal Norte                   | 37 C1                  | Atarazanas                    |
| 305    | Av. de Andalucía – Hacienda               | 3 5 9 10 C1 N1         |                               |
| 306    | Cuarteles – Perchel                       | 3 5 9 10 91 C1 N1      | Málaga-Centro-Alameda         |
| 307    | Cuarteles – Eslava                        | 3 5 7 9 10 20 27 C1 N1 |                               |
| 308    | Héroe de Sostoa – Estación                | 3 5 9 10 N1            | Intercambiador María Zambrano |
| 309    | Héroe de Sostoa – La Isla                 | 3 5 7 9 10 27 N1       | La Isla                       |
| 310    | Héroe de Sostoa – Jardín de la Abadía     | 3 5 7 9 10 27 N1       | M-110 M-113                   |
| 312    | Héroe de Sostoa – Obras Públicas          | 3 5 7 9 10 27 A N1     | Princesa-Huelin               |
| 1202   | Av. Europa – Bda. Dos Hermanas            |                        |                               |
| 1203   | Av. Europa – Bda. El Torcal               |                        |                               |
| 1204   | Av. Europa – San Andrés 1ª Fase           |                        |                               |
| 1205   | Av. Europa – Vistafranca                  |                        | Victoria Kent                 |
| 1206   | Av. Europa – La Luz                       |                        |                               |
| 1207   | Av. Europa – San Andrés 2ª Fase           |                        |                               |
| 1209   | Av. Europa – Cmno. Viejo de Churriana     |                        |                               |
| 1211   | Av. Europa – IES Santa Bárbara            |                        |                               |
| 172    | HERMANOS LUMIÉRE (P.I. Santa Bárbara)     |                        |                               |

## Servicios especiales

### Feria
Durante la Feria de Málaga, la línea 1 de la EMT, a partir de las 20:00 de la tarde pasa a realizar servicio como «Ciudad Jardín – Feria», alargando la cabecera hasta la plaza de John F. Kennedy (al norte de Ciudad Jardín) y conectando los barrios a los que daba servicio antes de su fusión con la antigua línea 12 con el Cortijo de Torres (Real de la Feria). 

### Semana Santa
En Semana Santa y con motivo del cierre al tráfico del eje Alameda Principal–Paseo del Parque debido a los desfiles procesionales, la línea 1 traslada sus paradas en la Alameda Principal al Muelle Heredia en sentido Parque del Sur y al Paseo de los Curas en sentido San Andrés. Así mismo, se amplía le horario de la línea hasta las 3:15 de la mañana. Antiguamente, durante Semana Santa la línea volvía a dividirse en dos, y reaparecía la línea 12 dando servicio hasta Muelle Heredia.

## Galería de imágenes

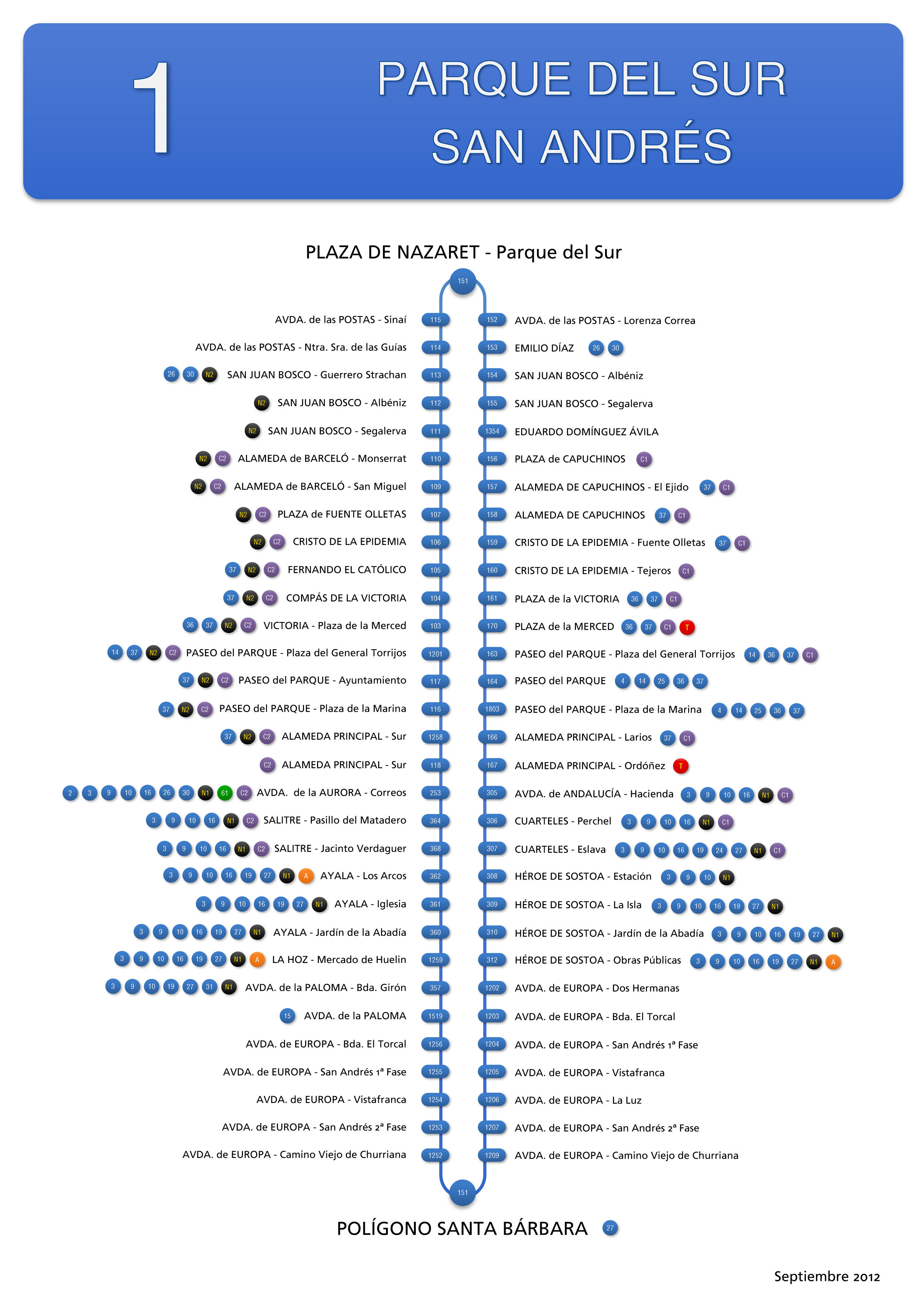
Esquema de las paradas de la línea 1.